# قطعنامه ۱۴۹۵ شورای امنیت
قطعنامه ۱۴۹۵ شورای امنیت سازمان ملل متحد که در تاریخ ۳۱ ژوئیه ۲۰۰۳ تصویب شد، سندی بین‌المللی دربارهٔ بررسی وضعیت صحرای غربی است. این قطعنامه طی نشست ۴۸۰۱ام با ۱۵ رای موافق، ۰ مخالف و ۰ ممتنع تصویب شد.